# Anundsjö konsumtionsförening
Anundsjö konsumtionsförening var en konsumtionsförening i Anundsjö socken, aktiv 1928–1971.

## Historik
Innan Anundsjö konsumtionsförening bildades hade det funnits Bredbyns kooperativa förening som grundades 1915 och gick i konkurs 1923.
Anundsjö kooperativa handelsförening bildades den 14 oktober 1928.
Huvudaffären låg i Bredbyn och utvidgades snart med filialer. År 1935 hade föreningen butiker i Bredbyn, Fälltjäl, Guliksberg och Hädanberg. Den femte filialen öppnade 1939 i Myckelgensjö. Sedermera hade föreningen nio butiker.
År 1952 blev butiken i Bredbyn ett snabbköp. År 1953 blev det även snabbköp i Guliksberg. År 1971 byggdes en för tiden modern livsmedelshall i Bredbyn.
År 1956 ändrades namnet till Anundsjö konsumtionsförening. År 1961 uppgick Gottne konsumtionsförening i Anundsjöföreningen.
År 1971 uppgick Anundsjöföreningen i Konsumentföreningen Örnsköldsvik. Den föreningen blev senare en del av Konsum Nord/Coop Nord.
De flesta av föreningens filialer har senare avvecklats. I Myckelgensjö lade man ner 2004 (varpå butiken nästan omedelbart övertogs av en lokal förening). År 2024 fanns alltjämt Coopbutiken i Bredbyn kvar.
Journalisten Jonas Fröberg har skrivit om konsumentkooperationens historia i en längre artikel i Dagens Nyheter 2019 och boken Huset mitt i byn 2024. Han har då låtit berättelsen ta avstamp i Anundsjöföreningens butik i Myckelgensjö, där Fröbergs farfar Axel Fröberg var föreståndare.